# Championnat de RDA de football de deuxième division 1950-1951
Navigation
(Landesklassen) DDR-Liga
1951-1952
La DDR-Liga 1950-1951 est la 1re saison de la DDR-Liga, constituant la 2e division dans la hiérarchie du football en Allemagne de l'Est.
Un an après la création de la DDR-Oberliga, le Deutscher Sportausschuß (DS), l'organisme gérant et contrôlant les activités sportives en RDA, décide d'instaurer un 2e niveau national.
Initialement, le DS pense à un système basé sur les cinq Landesklassen - à l'époque niveau directement inférieur à la DDR-Oberliga -, mais le projet proposé est jugé trop compliqué et regroupant trop d'équipes. Le nom initialement imaginé pour le 2e niveau est Oberliga des Deutschen Sportausschusses (littéralement Ligue supérieure du Comité des sports). Finalement, la ligue est repensée et partagée avec deux séries et donc baptisée DDR-Liga. Les Landesklassen deviennent alors le 3e niveau de la hiérarchie.

## Compétition

### Groupe Nord
Dans le groupe Nord, deux équipes terminent le championnat à la première place à égalité de points : la SG Volkspolizei Potsdam et la BSG Anker Wismar. Elles se disputent le titre et la montée en première division à l'occasion d'un match de promotion remporté 2-1 par la BSG Anker Wismar.
| Rang | Équipe                  | Pts | J  | G  | N | P  | Bp | Bc | GA    |
| ---- | ----------------------- | --- | -- | -- | - | -- | -- | -- | ----- |
| 1    | BSG Anker Wismar R      | 28  | 18 | 13 | 2 | 3  | 41 | 15 | 2,733 |
| 1    | SG Volkspolizei Potsdam | 28  | 18 | 13 | 2 | 3  | 55 | 23 | 2,391 |
| 3    | BSG Einheit Burg        | 26  | 18 | 12 | 2 | 4  | 55 | 25 | 2,200 |
| 4    | BSG Chemie Großräschen  | 19  | 18 | 8  | 3 | 7  | 34 | 35 | 0,971 |
| 5    | Hohenschönhausener SC   | 19  | 18 | 7  | 5 | 6  | 41 | 47 | 0,872 |
| 6    | BSG Lokomotive Cottbus  | 16  | 18 | 7  | 2 | 9  | 35 | 35 | 1,000 |
| 7    | BSG Einheit Schwerin R  | 13  | 18 | 5  | 3 | 10 | 30 | 40 | 0,750 |
| 8    | BSG Textil Cottbus      | 12  | 18 | 5  | 2 | 11 | 22 | 42 | 0,524 |
| 9    | BSG Einheit Wismar      | 11  | 18 | 3  | 5 | 10 | 25 | 40 | 0,625 |
| 10   | SSV Köpenick            | 8   | 18 | 4  | 0 | 14 | 15 | 51 | 0,294 |

|  | Match de promotion en DDR-Oberliga 1951-1952  |
|  | Match de relégation en Landesklasse 1951-1952 |
|  | Relégation en Landesklasse 1951-1952          |
|  | R : Relégué de DDR-Oberliga 1949-1950         |

| Résultats (▼dom., ►ext.)                                   | Ank | VPP | EiB | ChG | Hoh | LoC | EiS | Tex | EiW | Köp |
| BSG Anker Wismar                                           |     | 4-1 | 3-1 | 3-0 | 4-0 | 1-0 | 3-1 | 3-0 | 4-0 | 2-1 |
| SG Volkspolizei Potsdam                                    | 2-1 |     | 3-0 | 4-3 | 9-0 | 4-2 | 4-2 | 2-0 | 5-2 | 6-1 |
| BSG Einheit Burg                                           | 4-2 | 2-0 |     | 5-1 | 5-0 | 2-2 | 6-0 | 2-1 | 3-2 | 7-0 |
| BSG Chemie Großräschen                                     | 1-1 | 0-3 | 2-1 |     | 3-3 | 3-0 | 3-1 | 3-0 | 0-0 | 2-1 |
| Hohenschönhausener SC                                      | 0-0 | 0-0 | 3-4 | 1-4 |     | 3-2 | 4-0 | 1-1 | 5-2 | 4-1 |
| BSG Lokomotive Cottbus                                     | 3-1 | 0-3 | 1-3 | 3-1 | 2-4 |     | 3-2 | 5-0 | 2-2 | 3-1 |
| BSG Einheit Schwerin                                       | 0-2 | 1-2 | 3-1 | 4-2 | 2-2 | 0-1 |     | 2-1 | 1-1 | 3-1 |
| BSG Textil Cottbus                                         | 1-3 | 0-5 | 0-3 | 3-2 | 1-4 | 2-1 | 2-2 |     | 5-1 | 3-1 |
| BSG Einheit Wismar                                         | 0-0 | 2-2 | 1-1 | 2-2 | 3-5 | 2-4 | 2-1 | 2-0 |     | 0-0 |
| SSV Köpenick                                               | 0-4 | 3-0 | 1-5 | 0-2 | 3-2 | 1-0 | 0-5 | 0-2 | 0-1 |     |
| - Victoire à domicile - Match nul - Victoire à l'extérieur |     |     |     |     |     |     |     |     |     |     |

1. 1 2 3  Le Deutscher Sportausschuß ayant jugé que l'équipe de la BSG Einheit Wismar aie eu un comportement anti-sportif lors de la réception du SSV Köpenick lors de la 3e journée (17 septembre 1950), le club est interdit de match jusqu'au 2 octobre 1950 et ainsi les matchs de la 4e (réception de la BSG Anker Wismar) et 5e journée (déplacement sur le terrain de la BSG Chemie Großräschen), en plus de la rencontre incriminante, sont perdus sur tapis vert (0-0) par le club. Ainsi le club est virtuellement pénalisé de 6 points[3].

### Groupe Sud
Le groupe Sud est remporté par le BSG Zentrag Wismut Aue.
| Rang | Équipe                          | Pts | J  | G  | N | P  | Bp | Bc | GA    |
| ---- | ------------------------------- | --- | -- | -- | - | -- | -- | -- | ----- |
| 1    | BSG Zentra Wismut Aue           | 27  | 18 | 12 | 3 | 3  | 50 | 15 | 3,333 |
| 2    | BSG Chemie Zeitz                | 24  | 18 | 9  | 6 | 3  | 36 | 23 | 1,565 |
| 3    | BSG Einheit Leipzig-Ost         | 23  | 18 | 9  | 5 | 4  | 48 | 20 | 2,400 |
| 4    | BSG Schuhmetro Weißenfels       | 23  | 18 | 9  | 5 | 4  | 40 | 22 | 1,818 |
| 5    | SG Freiheit Wismut Lauter       | 20  | 18 | 7  | 6 | 5  | 40 | 18 | 2,222 |
| 6    | BSG FEWA Chemnitz               | 20  | 18 | 8  | 4 | 6  | 35 | 24 | 1,458 |
| 7    | BSG Mechanik Jena               | 18  | 18 | 8  | 2 | 8  | 37 | 33 | 1,121 |
| 8    | SG Lauscha                      | 16  | 18 | 5  | 6 | 7  | 33 | 40 | 0,825 |
| 9    | BSG Motor Nordhausen            | 5   | 18 | 2  | 1 | 15 | 21 | 79 | 0,266 |
| 10   | SG Concordia Wilhelmsruh Berlin | 4   | 18 | 2  | 0 | 16 | 17 | 83 | 0,205 |

|  | Promotion en DDR-Oberliga 1951-1952           |
|  | Match de relégation en Landesklasse 1951-1952 |
|  | Relégation en Landesklasse 1951-1952          |

| Résultats (▼dom., ►ext.)                                   | Aue | ChZ | ELO | Sch | FWL | FeW | Mec | ChL | MtN  | Con  |
| BSG Zentra Wismut Aue                                      |     | 3-0 | 3-1 | 1-1 | 0-1 | 1-0 | 4-0 | 2-0 | 6-1  | 8-0  |
| BSG Chemie Zeitz                                           | 2-0 |     | 3-1 | 1-1 | 1-0 | 2-1 | 1-2 | 5-3 | 5-0  | 3-0  |
| BSG Einheit Leipzig-Ost                                    | 2-0 | 0-0 |     | 3-1 | 1-0 | 3-1 | 3-1 | 6-0 | 10-0 | 5-0  |
| BSG Schuhmetro Weißenfels                                  | 1-0 | 2-2 | 1-0 |     | 0-0 | 2-1 | 4-2 | 1-1 | 8-0  | 6-1  |
| SG Freiheit Wismut Lauter                                  | 0-1 | 1-1 | 1-1 | 6-1 |     | 0-1 | 3-1 | 6-1 | 4-0  | 10-1 |
| BSG FEWA Chemnitz                                          | 2-2 | 1-1 | 1-1 | 1-0 | 1-1 |     | 1-2 | 2-0 | 7-1  | 5-1  |
| BSG Mechanik Jena                                          | 0-1 | 5-0 | 2-1 | 1-3 | 2-2 | 2-3 |     | 2-0 | 5-0  | 5-0  |
| SG Lauscha                                                 | 0-4 | 2-2 | 2-2 | 2-0 | 2-2 | 2-0 | 1-1 |     | 2-0  | 7-1  |
| BSG Motor Nordhausen                                       | 3-7 | 1-4 | 2-4 | 0-5 | 2-1 | 2-3 | 0-2 | 3-3 |      | 6-0  |
| SG Concordia Wilhelmsruh Berlin                            | 1-5 | 0-3 | 0-4 | 0-3 | 1-2 | 1-4 | 6-2 | 1-5 | 3-0  |      |
| - Victoire à domicile - Match nul - Victoire à l'extérieur |     |     |     |     |     |     |     |     |      |      |

### Matchs finaux

#### Champion du groupe Nord
La BSG Anker Wismar et la SG Volkspolizei Potsdam ayant terminé la saison avec le même nombre de points, un match doit avoir lieu entre les deux équipes afin de décider l'équipe championne du groupe Nord et remportant la promotion en DDR-Oberliga 1951-1952. 
| Match de promotion – DDR-Liga Nord | BSG Anker Wismar | 2 - 1 | SG Volkspolizei Potsdam | Stendal |
| 14 avril 1951                      |                  |       |                         |         |

#### Troisième équipe reléguée
Les équipes classées 9e des deux groupes s'affrontent, et le perdant sera relégué en Landesklasse 1951-1952.
| Match de relégation – DDR-Liga | BSG Einheit Wismar | 0 - 7 | BSG Motor Nordhausen | Magdebourg |  |
|                                |                    |       |                      |            |  |

#### Champion de DDR-Liga
Les champions des deux groupes s'affrontent afin de déterminer le champion national de 2e division.
| Match de championnat – DDR-Liga | BSG Anker Wismar | 0 - 3 | BSG Zentrag Wismut Aue | Magdebourg |
| 3 mai 1951                      |                  |       |                        |            |

## Bilan de la saison

### Montée vers l'étage supérieur (DDR-Oberliga)
La BSG Anker Wismar et la BSG Zentrag Wismut Aue sont promus en DDR-Oberliga.

### Relégation depuis l'étage supérieur (DDR-Oberliga)
Deux clubs descendent de la DDR-Oberliga en vue de la saison suivante :
- BSG Turbine Weimar
- SC Lichtenberg

### Relégation vers l'étage inférieur (Landesklassen)
Trois clubs sont relégués en championnat régional vers la Landesklasse de leur région :
– Groupe Nord :
- BSG Einheit Wismar (Landesklasse Mecklenburg)
- SSV Köpenick (Landesklasse Ost-Berlin)

– Groupe Sud :
- SG Concordia Wilhelmsruh Berlin (Landesklasse Ost-Berlin)

### Montants depuis l'étage inférieur (Landesklassen)
Six équipes sont promues depuis les Landesklassen. Aussi, la HSG Wissenschaft Halle est créée à l'intersaison en agrégeant les meilleurs footballeurs des universités de Berlin-Est, Leipzig, Iéna, Rostock, Greifswald et Halle, et placée en DDR-Liga.
| Brandenburg : - BSG Einheit Spremberg Ost-Berlin : - SpVgg Grünau Mecklenburg : - SG Volkspolizei Schwerin | Sachsen : - BSG Rotation Plauen Sachsen-Anhalt : - BSG Stahl Magdeburg Thüringen : - SG Volkspolizei Weimar |

### Sources et liens externes
- Archives des ligues allemandes depuis 1903
- Archives DDR-Liga
- Données sur les divisions est-allemandes
- Archives des divisions est-allemandes
- Archives football allemand et est-allemand
- Base de données du football allemand
- Site de la Fédération allemande de football
- Tous les résultats de la DDR-Liga
- (de) DDR-Chronik 1949–1991, DDR-Fußball in Daten, Fakten und Zahlen., vol. 1 : 1949/50–1956, Berlin, DSFS, coll. « Nordost », 2005
- (de) Die neue Fußballwoche (de), Berlin, Sportverlag Berlin, 1950-1951
- (de) Hanns Leske (de), Enzyklopädie des DDR-Fußballs (de), Göttingen, Verlag Die Werkstatt, 2007